# Mșaneț, Kozeatîn
Mșaneț (în ucraineană Мшанець) este un sat în comuna Komsomolske din raionul Kozeatîn, regiunea Vinnița, Ucraina.

## Demografie
Componența lingvistică a localității Mșaneț
     Ucraineană (99,26%)
     Alte limbi (0,74%)
Conform recensământului din 2001, majoritatea populației localității Mșaneț era vorbitoare de ucraineană (99,26%), existând în minoritate și vorbitori de alte limbi.